# اگاوا هیده‌تاتسو
اگاوا هیده‌تاتسو (انگلیسی: Egawa Hidetatsu; ۲۳ ژوئن ۱۸۰۱ – ۴ مارس ۱۸۵۵) آموزگار، سیاستمدار اهل ژاپن بود.